# El Veladero, Hidalgo
El Veladero är en ort i Mexiko.   Den ligger i kommunen Acatlán och delstaten Hidalgo, i den sydöstra delen av landet, 120 km nordost om huvudstaden Mexico City. El Veladero ligger 2 147 meter över havet och antalet invånare är 309.
Terrängen runt El Veladero är platt åt sydost, men åt nordväst är den kuperad. Runt El Veladero är det ganska tätbefolkat, med 83 invånare per kvadratkilometer. Närmaste större samhälle är Tulancingo, 19,8 km söder om El Veladero. Omgivningarna runt El Veladero är en mosaik av jordbruksmark och naturlig växtlighet.